# العلاقات السويدية الإيرانية
العلاقات السويدية الإيرانية هي العلاقات الثنائية التي تجمع بين السويد وإيران.

## مقارنة بين البلدين
هذه مقارنة عامة ومرجعية للدولتين:
| وجه المقارنة                                              | السويد                                                                               | إيران                    |
| --------------------------------------------------------- | ------------------------------------------------------------------------------------ | ------------------------ |
| المساحة (كم2)                                             | 450.30 ألف                                                                           | 1.65 مليون               |
| عدد السكان (نسمة)                                         | 10.16 مليون                                                                          | 79.97 مليون              |
| الكثافة السكانية (ن./كم²)                                 | 22.56                                                                                | 48.47                    |
| العاصمة                                                   | ستوكهولم                                                                             | طهران                    |
| اللغة الرسمية                                             | اللغة السويدية، لغات السامي، اللغة الفنلندية، منكيلي، اللغة الرومنية، اللغة اليديشية | لغة فارسية               |
| العملة                                                    | كرونة سويدية                                                                         | ريال إيراني              |
| الناتج المحلي الإجمالي (بليون دولار)                      | 538.04 مليار                                                                         | 439.51 مليار             |
| الناتج المحلي الإجمالي (تعادل القوة الشرائية) بليون دولار | 469.01 مليار                                                                         | 1.36 تريليون             |
| الناتج المحلي الإجمالي الاسمي للفرد دولار أمريكي          | 50.58 ألف                                                                            |                          |
| الناتج المحلي الإجمالي للفرد دولار أمريكي                 | 45.30 ألف                                                                            |                          |
| مؤشر التنمية البشرية                                      | 0.907                                                                                | 0.766                    |
| رمز المكالمات الدولي                                      | +46                                                                                  | +98                      |
| رمز الإنترنت                                              | .se                                                                                  | .ir،                     |
| المنطقة الزمنية                                           | توقيت وسط أوروبا، ت ع م+01:00، ت ع م+02:00، أوروبا/ستوكهولم ‏                         | ت ع م+03:30، توقيت إيران |

## مدن متوأمة
في ما يلي قائمة باتفاقيات التوأمة بين مدن سويدية وإيرانية:
- ترتبط أوميو مع كاشان باتفاقية توأمة.

## منظمات دولية مشتركة
يشترك البلدان في عضوية مجموعة من المنظمات الدولية، منها:
| علم المنظمة | اسم المنظمة                        | تاريخ انضمام السويد | تاريخ انضمام إيران |
| ----------- | ---------------------------------- | ------------------- | ------------------ |
|             | مؤسسة التنمية الدولية              | 24 سبتمبر 1960      | 10 أكتوبر 1960     |
|             | يونسكو                             | 23 يناير 1950       | 6 سبتمبر 1948      |
|             | وكالة ضمان الاستثمار متعدد الأطراف | 12 أبريل 1988       | 15 ديسمبر 2003     |
|             | الأمم المتحدة                      | 19 نوفمبر 1946      | 24 أكتوبر 1945     |
|             | الفريق المعني برصد الأرض           | ?                   | ?                  |
|             | الاتحاد البريدي العالمي            | ?                   | ?                  |
|             | البنك الدولي للإنشاء والتعمير      | 31 أغسطس 1951       | 29 ديسمبر 1945     |
|             | المنظمة الهيدروغرافية الدولية      | ?                   | ?                  |
|             | منظمة حظر الأسلحة الكيميائية       | ?                   | ?                  |
|             | مؤسسة التمويل الدولية              | 20 يوليو 1956       | 28 ديسمبر 1956     |
|             | منظمة الشرطة الجنائية الدولية      | ?                   | ?                  |

## أعلام
هذه قائمة لبعض الشخصيات التي تربطها علاقات بالبلدين:
- آرش (مغني إيراني، 23 أبريل 1977[18] – )
- أميد نظري (لاعب كرة قدم إيراني، 29 أبريل 1991[19] – )
- أمين نازاري (لاعب كرة قدم سويدي، 26 أبريل 1993[20] – )
- باباك نجفي (14 سبتمبر 1975 – )
- بيرانغ صفري (لاعب كرة قدم سويدي، 9 فبراير 1985[21] – )
- تريتا فارسي (كاتب إيراني، 21 يوليو 1974 – )
- جانيت ليون (مغنية سويدية، 19 أكتوبر 1990[22] – )
- جولبارج باشي (القرن العشرين – )
- دانيال باريس (26 يوليو 1988 – )
- دانيال رحيمي (لاعب هوكي جليد سويدي، 28 أبريل 1987 – )
- سامان قدوس (لاعب كرة قدم سويدي، 6 سبتمبر 1993[23] – )
- فرزان أطهري (ممثل إيراني، 26 يونيو 1984 – )
- كامرون كارتيو (9 أبريل 1978 – )
- مرسيدس ماسون (3 مارس 1982 – )
- مريم زكريا (27 سبتمبر 1985 – )

## وصلات خارجية
- موقع وزارة الخارجية السويدية
- موقع وزارة الخارجية الإيرانية